# Maître de Rambures
Le Maître de Rambures désigne par convention un enlumineur actif entre 1454 et 1480. Il doit son nom à un livre d'heures peint pour Jacques de Rambures, chambellan du roi. Il a été actif en Picardie, notamment à Amiens, mais aussi à Bruges, où il a travaillé dans l'entourage de l'enlumineur flamand Loyset Liédet et montre une grande influence flamande. Il pourrait être identifié à Jean Beugier, peintre amiennois actif par ailleurs en Flandre.

## Éléments biographiques

### Une identification incertaine

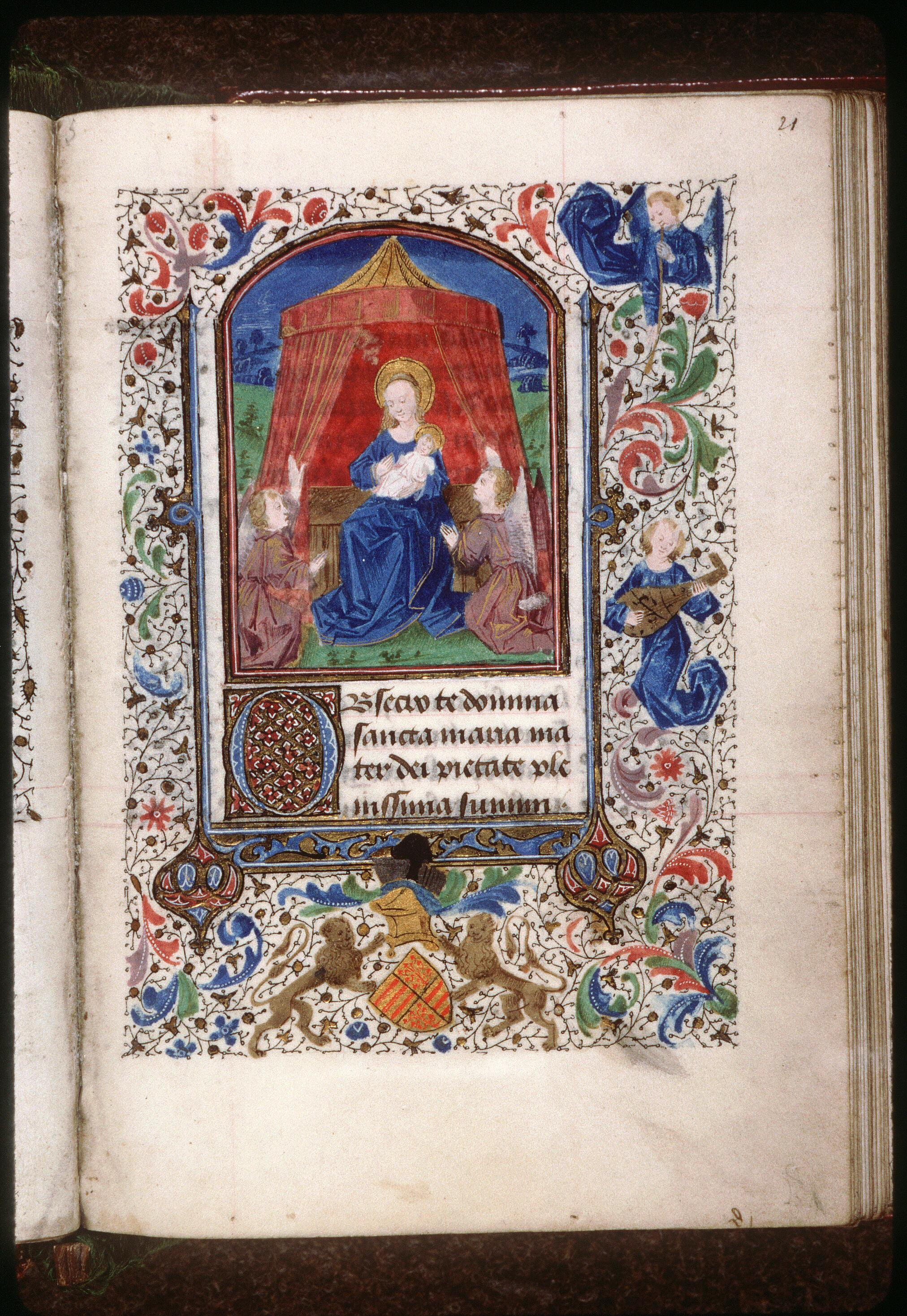
Vierge à l'Enfant, Heures de Rambures, Amiens. Représentation des armes du commanditaire en bas.

Le Maître de Rambures a été identifié par son style, en 1914, par Henri Martin mais il est désigné pour la première fois par John Plummer sous le nom de Maître d'Amiens 200 d'après la cote d'un livre d'heures conservé à la Bibliothèque d'Amiens. Il est renommé Maître de Rambures d'après le nom du commanditaire de ce même manuscrit, Jacques de Rambures, par Nicole Reynaud, chargée de mission au Département des peintures du musée du Louvre, selon une habitude française. 
Marc Gil, maître de Conférences en histoire de l'art médiéval à l'université de Lille III a proposé d'identifier l'artiste à Jean Beugier, peintre mentionné à Amiens entre 1473 et 1505, fils de Pierre Beugier, actif lui de 1460 à 1473. En effet, un certain Jenin Beugier est mentionné comme participant aux préparatifs du mariage entre Charles le Téméraire et Marguerite d'York en mai 1468. Il est indiqué dans les comptes ducaux qu'il y a travaillé pendant 10 jours, en tant que valet de Vrancke van der Stockt, élève de Rogier van der Weyden. Ce lien expliquerait ses emprunts à ce dernier. Ce Jean Beugier est par ailleurs peintre de retable, rénovant le retable de la crucifixion pour la chambre de justice de l'hôtel de ville d'Amiens en 1499. Il s'agirait alors d'une carrière très longue, d'un demi-siècle. Les premiers manuscrits pourraient être alors l'œuvre du père, fonctionnant en atelier avec son fils. À l'inverse, la faible qualité des dernières œuvres attribuées pourraient être le signe de l'activité de collaborateurs au sein de cet atelier.
Stéphanie Deprouw-Augustin rejette cette identification car elle considère que le miniaturiste, déjà actif en 1454, ne peut être de la même génération que Jean Beugier qui, quatorze ans plus tard, n'est encore qu'un simple assistant, voire un apprenti, de Van der Stockt. Sans se prononcer définitivement sur l'identité du Maître de Rambures, elle propose de prendre en considération le nom de Jean Obry, qui apparaît comme enlumineur dans les comptes de la ville d'Amiens des années 1480.

### Décorateur de manuscrits historiques
Il s'est spécialisé dans la décoration de manuscrits historiques avec des miniatures rapidement réalisées à grands traits. Son activité remonte à 1454 par la participation à l'illustration d'un manuscrit de Jean Mansel, La Fleur des histoires. Pour cet ouvrage, il est le collaborateur de Loyset Liédet, un enlumineur flamand alors installé à Hesdin qui est payé pour cet ouvrage en 1460. Il participe de nouveau à un manuscrit rédigé à Hesdin, un Faits des Romains en 1480. Son activité est cependant difficile à localiser précisément car il décore entretemps plusieurs livres d'heures à l'usage d'Amiens, autre lieu possible d'installation. Par ailleurs, plusieurs autres ouvrages attribués montrent une grande influence de l'enluminure brugeoise, notamment celle de Liévin van Lathem à cette époque, ou encore celle du Maître du Wavrin de Londres. Enfin, il a illustré des textes qui n'ont été autrement enluminés que dans la ville flamande. Tous ces indices portent à croire qu'il a résidé temporairement dans la ville de Bruges. Selon Marc Gil, il aurait été sur place entre 1468 et 1475, travaillant alors pour la cour de Bourgogne et réalisant des livres pour Wolfert VI van Borssele, Antoine de Bourgogne et Édouard IV alors que celui-ci réside sur place. Son activité s'est prolongée en Picardie jusqu'en 1490 si l'on en croit l'attribution d'un manuscrit sur papier du Livre du roy Modus et de la royne Ratio.

## Style
Son style est rapide et esquissé, fait de grands traits permettant de rendre ses scènes dynamiques, avec des personnages aux gestes expressifs. Ses compositions sont souvent construites sur le bleu intense et le rouge éclairci d'or. Elles montrent une maîtrise de l'espace et de la représentation des différents plans. L'attitude, les visages et les plis des vêtements des personnages rappellent ceux de Nicolas Froment, actif dans la même région vers 1460. Ces personnages sont généralement de petite taille, au visage parfaitement ovale et aux traits rapidement esquissés. L'artiste reprend des compositions de Rogier van der Weyden, mais rien n'indique, selon Reynaud, qu'il a travaillé auprès de ce dernier maître, se contentant selon elle d'en reprendre des modèles.

## Œuvres attribuées

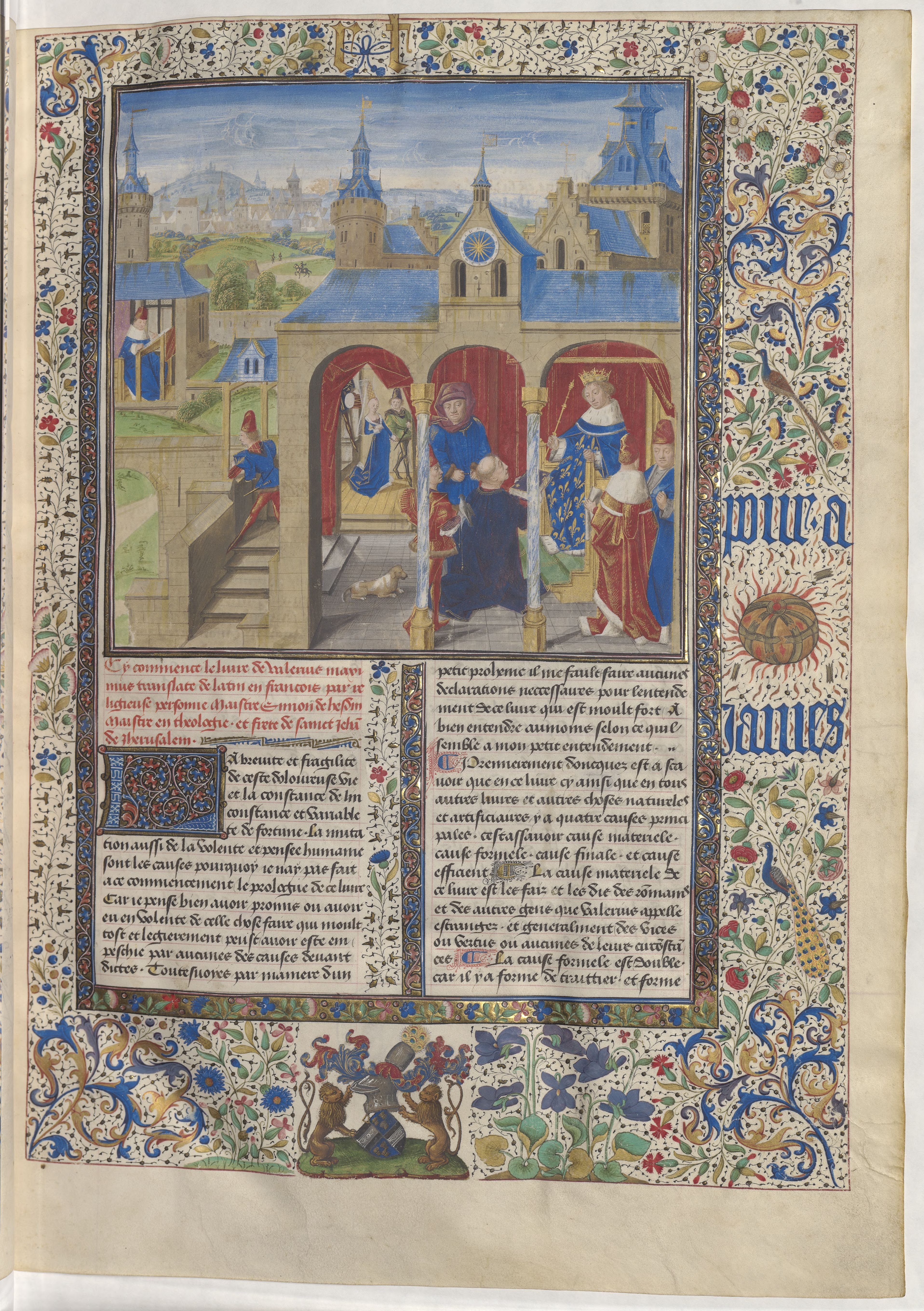
Frontispice des Dits et faits mémorables de Valère Maxime destinés à Wolfert VI van Borssele, Arsenal, Ms.5196.

- Histoires romaines abrégées, 5 miniatures de la main du maître en fin d'ouvrage, en collaboration avec Loyset Liédet à Hesdin, vers 1454-1460, Bibliothèque de l'Arsenal, Paris, Ms.5088
- Histoire ancienne jusqu’à César et Faits des romains, manuscrit en deux tomes peint pour Jean V de Créquy, 2 grandes et 76 petites miniatures en grisaille, vers 1455-1465, Morgan Library and Museum, M.212[8] et M.213[9]
- Chroniques de Hainaut pour Jean de Créquy, en collaboration avec des enlumineurs amiénois, 6 grandes miniatures et 28 petites, vers 1465-1470, Bibliothèque municipale de Boulogne-sur-Mer, Ms.149[10]
- Miroir du salut, Kunstbibliothek, Berlin, Lipp Cd.1
- Livre des trois vertus de Christine de Pisan, Bibliothèque Beinecke de livres rares et manuscrits, Université Yale, Ms.427[11]
- Livre d'heures de Jacques de Rambures, à l'usage de Paris avec un calendrier amiennois, en collaboration avec le Second Maître des Grandes Chroniques (1 miniature, f.31), Bibliothèque d'Amiens, Ms.200
- Heures dites Madeleine de Mailly, à l'usage de Paris avec un calendrier amiennois, 38 miniatures, vers 1460, Morgan Library and Museum, M.194[12]
- Heures à l'usage d'Amiens, pour François de Créquy et sa femme Marguerite Blondel, British Library, Add.19738
- Compilation de textes chrétiens (Historia scholastica, Compendium historiae in genealogia Christi, Summa Bibliae et Biblia pauperum), une centaine de décorations de marges en grisaille, vers 1470, Bibliothèque royale (Pays-Bas), La Haye, 10 A 15[13]
- Faits et dits mémorables de Valère Maxime, destiné à Édouard IV, vers 1470, 8 miniatures du maître, en collaboration avec un suiveur de Willem Vrelant pour le frontispice, British Library, Royal 17 F.IV[14]
- Faits et dits mémorables destiné à Wolfert VI van Borssele, vers 1470, jumeau du ms. de Londres, seule ici la miniature de frontispice est du maître, Bibliothèque de l'Arsenal, Ms.5196
- Faits et dits mémorables de Valère Maxime, achèvement d'un manuscrit entamé au début du XVe siècle, Bibliothèque d'État de Berlin, Hds.94
- Anciennes et nouvelles chroniques d'Angleterre de Jean de Wavrin, destiné à Antoine de Bourgogne, quelques miniatures en collaboration avec l'atelier de Loyset Liédet, dispersé entre Bibliothèque bodléienne, Oxford, Ms.Laud.Misc.653[15] (en collaboration avec le Maître de la Toison d'or de Vienne et de Copenhague), Bibliothèque royale des Pays-Bas 133 A 7[16] et Walters Art Museum, Baltimore, W.201[17] et une miniature isolée (Le Prince noir et les bourgeois de Calais) passée en vente chez Sotheby's le 29 juin 2007 (lot 12)[18]
- Faits du grand Alexandre de Quinte-Curce, destiné à Guillaume de la Baume, chevalier d'honneur de Marguerite d'York, 17 grandes et 31 petites miniatures en demi-grisaille, vers 1470-1475, British Library, Royal 15 D.IV[19]
- Faits des romains pour Antoine de Chourse, vers 1480 (?), Musée Condé, Chantilly, Ms.770[20]
- Faits des romains, ms. jumeau de celui de Chantilly, Bibliothèque municipale de Lille, Ms.823
- Livre du roy Modus et de la royne Ratio de Henri de Ferrières, 65 miniatures sur parchemin (atelier ?), vers 1480, Bibliothèque nationale de France, Paris, Fr.1301
- Ovide moralisé, (atelier ?), Bibliothèque royale (Danemark), Copenhague, Ms.Thott 399 2°
- Le Quadrilogue invectif d'Alain Chartier (atelier ?), BNF, Fr.19127
- Histoire de Jules César, miniatures en grisaille (atelier ?), bibliothèque municipale de Lille, Ms.442
- Livre du roy Modus et de la royne Ratio, 102 miniatures sur papier, vers 1485-1490, Bibliothèque de l'Arsenal, Ms.3079-3080